# Alexandre Awi Mello
Alexandre Awi Mello I. Sch. (ur. 17 stycznia 1971 w Rio de Janeiro) – brazylijski duchowny katolicki, w latach 2017-2022 sekretarz dykasterii ds. Świeckich, Rodziny i Życia. Od 2022 przełożony generalny instytutu ojców szensztackich. 

## Życiorys
7 lipca 2001 otrzymał święcenia kapłańskie w instytucie ojców szensztackich. Był m.in. duszpasterzem młodzieży szensztackiej regionu południowobrazylijskiego oraz krajowym dyrektorem Ruchu Szensztackiego.
31 maja 2017 został mianowany przez papieża Franciszka sekretarzem dykasterii ds. Świeckich, Rodziny i Życia.